# Llobatera de Lladorre
La Llobatera de Lladorre és una obra de Lladorre (Pallars Sobirà) protegida com a Bé Cultural d'Interès Local.

## Descripció
La llobatera de Lladorre es troba a la sortida del poble a 200 m en direcció nord-est, sobre el vessant est del poble, a la partida de la Devesa, concretament a la zona de les Cabanelles.
La llobatera és una construcció de planta semicircular adossada a una penya de roca que fa de mur al costat nord. Es tracta un tancat format per un mur de dos metres d'alçada de pedra seca lleugerament inclinat cap a l'interior com si fos l'inici d'una volta. Aquest tipus de construcció també s'anomenava corral de llops. Servia de parany per caçar llops.

## Història
Abans no foren exterminats els llops en aquesta zona a inicis del segle XX Lladorre era una zona força castiga per la presència d'aquests animals. A l'hivern, al mes de gener, època d'aparellament del llops, aquests s'acostaven els pobles per buscar menjar. Aleshores es feien batudes per caçar-los. A la vall de Cardós van idear un parany anomenat llobatera o corral de llops que consistien en construccions adossades a una penya rocosa que li servia de mur. A l'interior hi deixaven trossos de carn de bestiar mort i els llops hi saltaven sense poder-ne sortir. Aleshores els mataven a cops de pal o de pedra. Segons la tradició hi havia el costum de fer la "capta del llop" que consistia en tallar el cap del llop mort i clavar-lo en un pal passejar-se pels pobles del voltant per tal de recollir alguns diners.
Existeixen dites populars que fan referència a la perillositat dels llops a l'hivern: "pel gener, el llop és més carnisser" i a la importància de caçar-los en aquestes dates: "qui mata un llop pel gener, com si en matés un miler".
A part d'aquesta llobatera a Lladorre n'hi ha una altra, anomenada llobatera de Guidal, però que no es troba en tan bon estat de conservació.